# Huilotepec
Huilotepec är en ort i Mexiko.   Den ligger i kommunen Zacatlán och delstaten Puebla, i den sydöstra delen av landet, 130 km nordost om huvudstaden Mexico City. Huilotepec ligger 2 490 meter över havet och antalet invånare är 462.
Terrängen runt Huilotepec är kuperad åt sydväst, men åt nordost är den bergig. Runt Huilotepec är det ganska tätbefolkat, med 96 invånare per kvadratkilometer. Närmaste större samhälle är Huauchinango, 17,9 km norr om Huilotepec. I omgivningarna runt Huilotepec växer i huvudsak blandskog.